# Rent (film)
Rent – filmowa adaptacja rockowego musicalu pod tym samym tytułem, z muzyką i tekstami Jonathana Larsona, inspirowanego operą Cyganeria Giacomo Pucciniego.
Rent opowiada historię grupy ubogich młodych artystów i muzyków walczących o przetrwanie w nowojorskiej dzielnicy dla bezdomnych Lower East Side.
Prawie cała obsada filmu to obsada z broadwayowskiej premiery teatralnej z 1996 – wyjątkiem są dwie aktorki odtwarzające postaci Mimi i Joanne.
Niektóre elementy fabuły zostały nieznacznie zmienione, a recytatywy zostały zmienione na dialogi. Największą zmianą w konstrukcji jest przeniesienie utworu Seasons of Love z początku II aktu sztuki na początek filmu. W trakcie montażu zrezygnowano również z utworu Halloween oraz Contact. Film nie zwrócił nakładów na niego poniesionych.

## Główne role
- Anthony Rapp – Mark Cohen
- Adam Pascal – Roger Davis
- Rosario Dawson – Mimi Marquez
- Jesse L. Martin – Tom Collins
- Wilson Jermaine Heredia – Angel Dumott Schunard
- Idina Menzel – Maureen Johnson
- Tracie Thoms – Joanne Jefferson
- Taye Diggs – Benjamin Coffin III
- Wayne Wilcox – Gordon
- Jennifer Siebel – Alison Grey